# Demokratische Volksrepublik Äthiopien
Die Demokratische Volksrepublik Äthiopien (amharisch የኢትዮጵያ ሕዝባዊ ዲሞክራሲያዊ ሪፐብሊክ; Abkürzung DVR Äthiopien, auch Volksrepublik Äthiopien genannt) war offiziell der Staat Äthiopien von 1987 bis 1991, als es von der kommunistischen Regierung unter dem Staatschef Mengistu Haile Mariam unter Führung der Arbeiterpartei Äthiopiens (WPE) etabliert wurde.
Die Demokratische Volksrepublik Äthiopien war das erste republikanische Regime in der Geschichte Äthiopiens. Es löste den seit dem Putsch von 1974 regierenden Provisorischen Militärverwaltungsrat (Derg) ab, eine kommunistische Militärdiktatur, welche vorher die Regierungsverantwortung hatte, und etablierte einen Einparteienstaat mit der WPE als oberste Autorität.
Die DVR existierte bis zum Mai 1991, als Mengistu Haile Mariam aus Äthiopien floh und militärische Einheiten der Revolutionären Demokratischen Front der Äthiopischen Völker die Hauptstadt Addis Abeba einnahmen.

## Geschichte
Die Demokratische Volksrepublik Äthiopien wurde offiziell am 22. Februar 1987 etabliert, drei Wochen nach der nationalen Volksabstimmung am 1. Februar, durch welches die offizielle Verfassung der Demokratischen Volksrepublik Äthiopien angenommen wurde – obwohl der Derg bis zum späten September, lange nach der Parlamentswahl im Juni, die Macht behielt. Im Juni 1987 wurde zum ersten und einzigen Mal in der Volksrepublik der Shengo, das äthiopische Parlament gewählt. Zahlreiche Ex-Offiziere des Derg erhielten Posten in der neuen Regierung.
Proklamiert am 10. September 1987, folgte die Regierung den Regierungsgeschäften des Derg, obwohl der Derg de facto zum Teil noch weiter an der Macht existierte. Symbol einer Lebensmacht, existierte diese Republik nicht mehr als fünf Jahre. Mengistu Haile Mariam war ihr erster Präsident, dieser war jedoch konfrontiert mit zahlreichen ethnischen und konterrevolutionären Befreiungsbewegungen im eritreischen Sezessionskrieg und im landesweiten Bürgerkrieg.
Während der kurzen Lebensdauer der DVR Äthiopien waren deren Behörden ununterbrochen angefochten – nicht nur von Kämpfen im ehemaligen italienischen Eritrea, sondern auch durch innere Widerstandsgruppen, allen voran die Volksbefreiungsfront von Tigray. Im Jahr 1987 bedrohte zudem eine Dürre 5 Millionen Menschen in Eritrea und Tigray. Diesmal aber war die internationale Gemeinschaft besser darauf vorbereitet, in der richtigen Zeit Lebensmittel in die betroffenen Gebiete zu schicken und Hunger sowie massive Migrationsbewegungen zu verhindern. Viele Anhänger des äthiopischen Regimes verhinderten durch eine Politik der Zurückhaltung den Versand von Lebensmitteln zu Gebieten, die von Rebellen bekämpft wurden. Die kombinierten Effekte von Hungersnot und Bürgerkrieg brachten dann die Volkswirtschaft in einen Zustand des Zusammenbruchs. Auch die Aufstandsbekämpfungsstrategie der DVR Äthiopien verursachte kleinere Hungersnöte in Rebellengebieten und zwang viele Menschen, in Flüchtlingslagern zu weilen.
Mengistu Haile Mariam gab die Macht am 21. Mai 1991 ab, um sie dem Nachfolger Tesfaye Gebre Kidan zu überlassen, welcher jedoch nur eine kurze Zeit, bis zum 28. Mai 1991, an der Macht blieb. Die Protagonisten unter den Rebellenbewegungen, darunter auch Meles Zenawi an der Spitze der Volksbefreiungsfront von Tigray, erreichten den Sturz des Regimes und setzten an ihrer Stelle die Übergangsregierung Äthiopiens bis 1995 ein.

## Verwaltungsgliederung
Am 18. September 1987 wurden durch Parlamentsbeschluss die Regionen neu organisiert: Das Land wurde in 25 Regionen und fünf autonome Regionen unterteilt. Die Einrichtung der autonomen Regionen war eine Reaktion auf die Rebellionen und Unabhängigkeitsbewegungen in verschiedenen Landesteilen.
| - Addis Ababa - Arussi - Assab (autonome Region) - Assosa - Bale - Borana - Dire Dawa (autonome Region) - Eritrea (autonome Region) - Gambela - Illu Babor | - Kaffa - Metekel - Nord-Gondar - Nord-Omo - Nord-Schoa - Nord-Wällo - Ogaden (autonome Region) - Ost-Godscham - Ost-Harerge - Ost-Schoa | - Sidamo - Süd-Gondar - Süd-Omo - Süd-Shewa - Süd-Wällo - Tigray (autonome Region) - West-Godscham - West-Harerge - West-Schoa - Wollega |

Die Regionen Gemu-Gofa und Nazret haben – entgegen gewissen Quellen – in der Demokratischen Volksrepublik Äthiopien nie bestanden.

## Politische Führung
Staatspräsidenten:
- Mengistu Haile Mariam (10. September 1987 – 21. Mai 1991)
- Tesfaye Gebre Kidan (21. Mai 1991 – 28. Mai 1991; geschäftsführend)

Ministerpräsidenten:
- Fikre Selassie Wogderess (10. September 1987 – 8. November 1989)
- Hailu Yimenu (8. November 1989 – 26. April 1991)
- Tesfaye Dinka (26. April 1991 – 6. Juni 1991)